# Theodor Müller (Geograph)
Theodor Müller (* 22. April 1892 in Braunschweig; † 27. Mai 1968 ebenda) war ein deutscher Geograph, Lehrer und Heimatforscher.

## Leben
Müllers Vater stammte aus Hasselfelde im Harz aus einer Bauernfamilie und war in Braunschweig Besitzer einer Stein- und Buchdruckerei. Seine Mutter war hugenottischer Abstammung und kam aus Neu-Isenburg. Nach Ende der Schulzeit besuchte er das Lehrerseminar.
Am Ersten Weltkrieg nahm er als Leutnant d. R. des Braunschweigischen Infanterie-Regimentes Nr. 92 teil. Nach seiner Rückkehr arbeitete Müller als Volks- und Mittelschullehrer zunächst in Thedinghausen, dann in Schöningen und ab 1931 schließlich in Braunschweig. An der Technischen Hochschule Braunschweig studierte Müller Geologie, Geographie und Geschichte und promovierte mit der Arbeit „Das marine Paläozän und Eozän in Norddeutschland und Skandinavien“. Bereits 1928 hatte er das „Amt Thedinghausen. Seine Geschichte und seine Entwicklung“ veröffentlicht.
Müller nahm am Zweiten Weltkrieg teil. Nach Kriegsende arbeitete er mehrere Jahre als Geograf für das Institut für Landeskunde der Bundesforschungsanstalt für Landeskunde und Raumordnung. 1949 kehrte er als Mittelschullehrer nach Braunschweig zurück. 1957 wurde er pensioniert.
Nach der Wiedergründung des Braunschweigischen Geschichtsvereins 1949, dessen Gründungsmitglied Müller war, wurde er dessen Vorstandsmitglied und 1962 dessen Ehrenmitglied. 1951 wurde er in die Historische Kommission für Niedersachsen als Mitglied aufgenommen.
Als Müllers wichtigstes Werk gilt die 1952 erschienene Ostfälische Landeskunde, in der zum ersten Mal die Eigenständigkeit und regionale Abgrenzung Ostfalens als kulturgeografische Einheit dargestellt wurde.
Mit seiner Ehefrau Gertrud (*  1896; †  1963 in Braunschweig) hatte er eine Tochter, Gerda (* 8. Mai 1920 in Thedinghausen; † 2014 in Gifhorn, verwitwete Wachendorf, verwitwete Schaub), und drei Enkelkinder, für die er gemeinsam mit seiner Tochter von 1963 bis zu seinem Tod sorgte.

## Schriften (Auswahl)
- Bilanz zweier Jahrhunderte. Zur Geschichte des Bankhauses Gebr. Löbbecke & Co., Braunschweig. Braunschweig 1961.
- Geographische Landesaufnahme: Die naturräumlichen Einheiten auf Blatt 87 Braunschweig. Bundesanstalt für Landeskunde, Bad Godesberg 1962.
- Theodor Müller: Geographische Landesaufnahme: Die naturräumlichen Einheiten auf Blatt 87 Braunschweig. Bundesanstalt für Landeskunde, Bad Godesberg 1962. → Online-Karte (PDF; 4,8 MB)
- (mit Richard Moderhack): Chronik des Braunschweigischen Geschichtsvereins vom Mai 1961 bis März 1962. In: Hans Götting (Hrsg.): Braunschweigisches Jahrbuch 1962, Band 43, im Auftrage des Braunschweigischen Geschichtsvereins, Waisenhaus-Buchdruckerei Braunschweig 1962, S. 200–208.
- Stadtdirektor Wilhelm Bode. Leben und Werk, In: Braunschweiger Werkstücke, Band 29, Braunschweig 1963.

## Ehrungen
- 1961: Bundesverdienstkreuz 1. Klasse.
- Nach ihm wurden die Theodor-Müller-Straße in Thedinghausen und in Oebisfelde benannt.[4][5]